# اری تاناکا
اری تاناکا (انگلیسی: Eri Tanaka؛ زادهٔ ۷ فوریهٔ ۱۹۷۷) یک صدا پیشه اهل ژاپن است. 